# Süddeutsche Motorwagen-Industrie Noris Gebr. Bauer
Die Süddeutsche Motorwagen-Industrie Noris Gebr. Bauer war ein deutscher Automobilhersteller aus Nürnberg, der zwischen 1902 und 1904 tätig war. Der Markenname lautete Noris.
Die Personenwagen hatten Einbaumotoren des französischen Herstellers De Dion-Bouton. Zur Wahl standen die Modelle 6 PS mit Einzylindermotor, 12 PS mit Zweizylindermotor und 24 PS mit Vierzylindermotor. Die beiden kleinen Modelle hatten Kardanantrieb.